# Uscio
Uscio is een gemeente in de Italiaanse provincie Genua (regio Ligurië) en telt 2274 inwoners (31-12-2004). De oppervlakte bedraagt 9,6 km², de bevolkingsdichtheid is 244 inwoners per km².
De volgende frazioni maken deel uit van de gemeente: Calcinara, Terrile.

## Geografie
De gemeente ligt op ongeveer 361 m boven zeeniveau.
Uscio grenst aan de volgende gemeenten: Avegno, Lumarzo, Neirone, Sori, Tribogna.

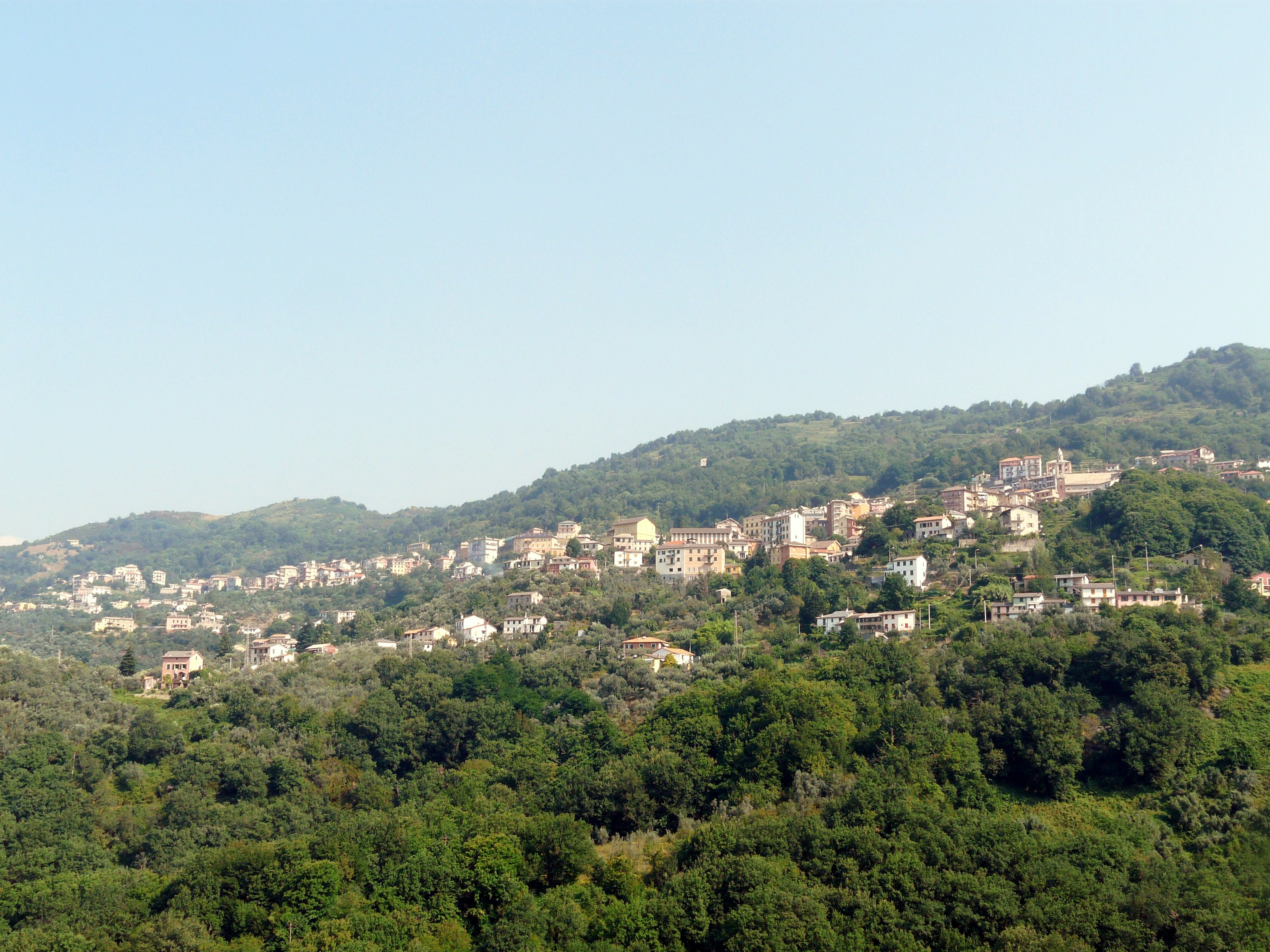
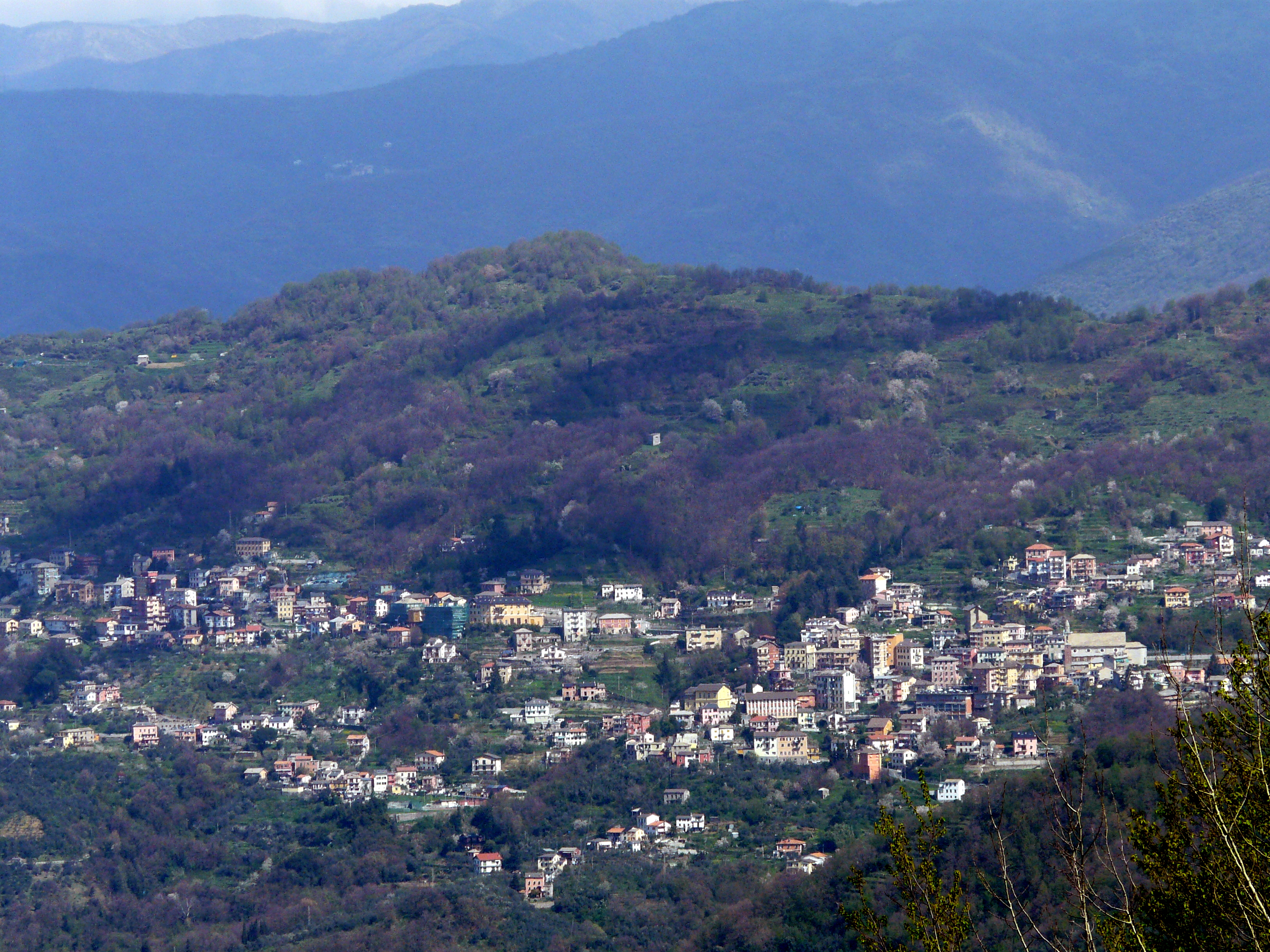
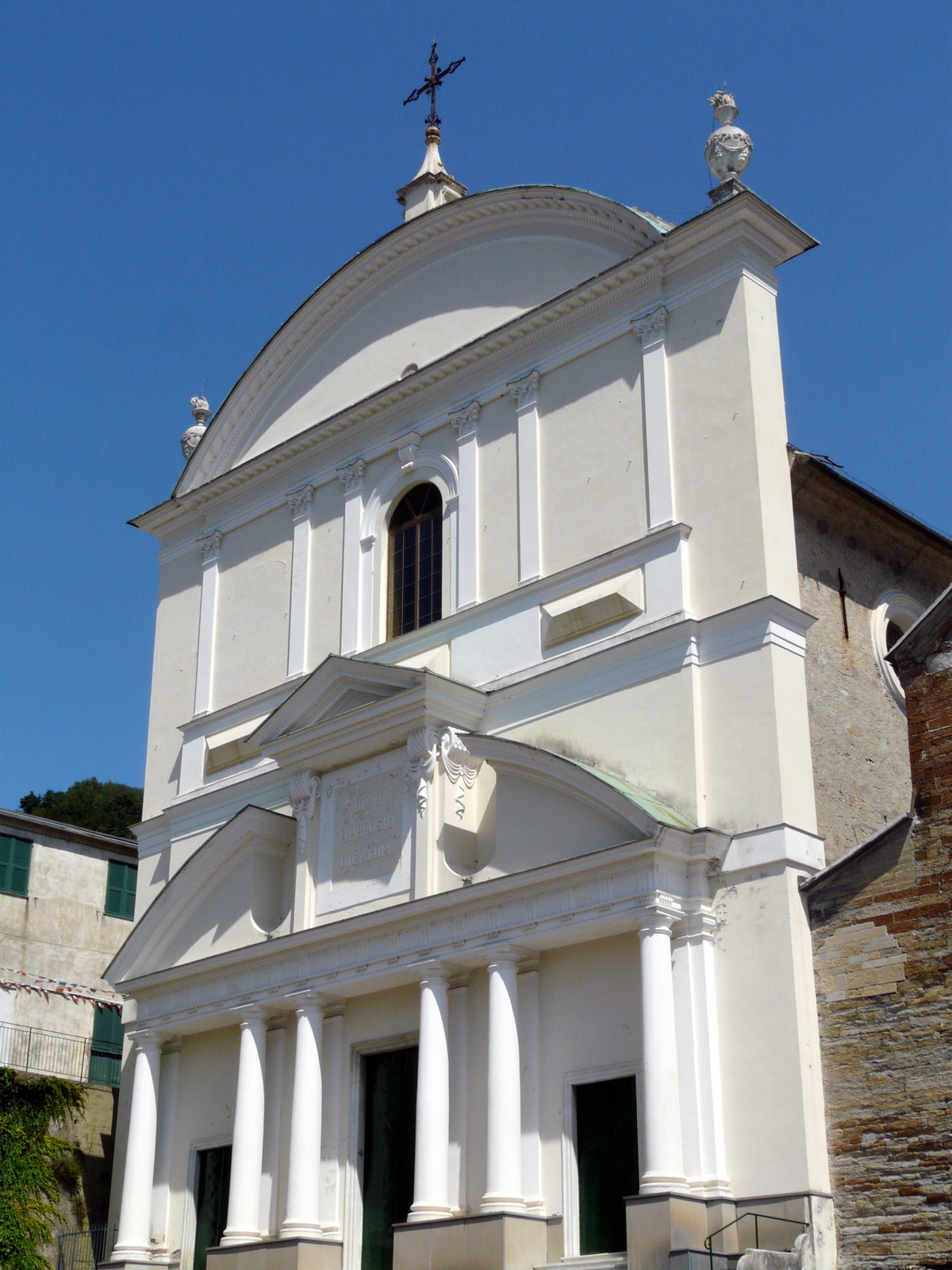
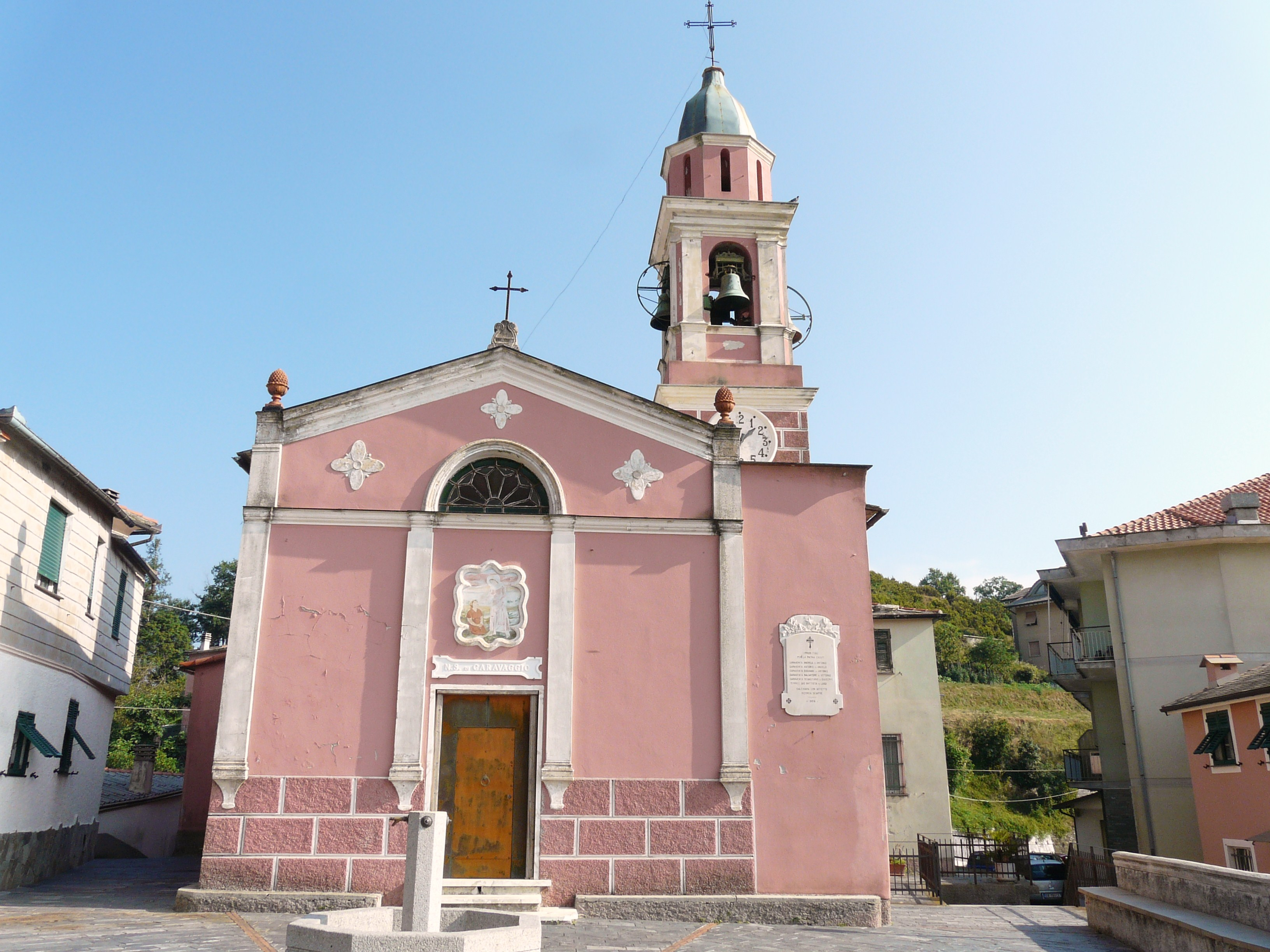
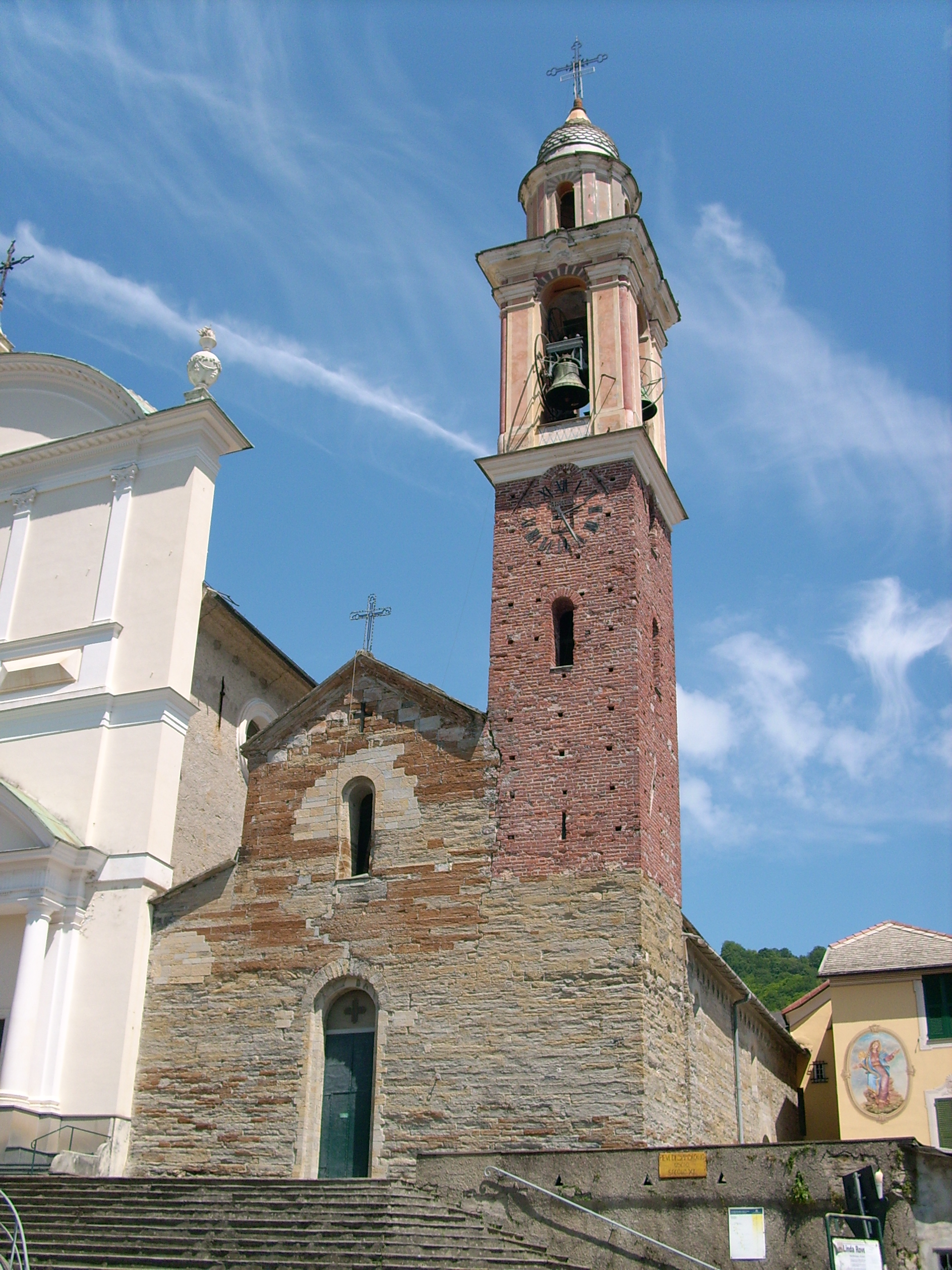

Arenzano · Avegno · Bargagli · Bogliasco · Borzonasca · Busalla · Camogli · Campo Ligure · Campomorone · Carasco · Casarza Ligure · Casella · Castiglione Chiavarese · Ceranesi · Chiavari · Cicagna · Cogoleto · Cogorno · Coreglia Ligure · Crocefieschi · Davagna · Fascia · Favale di Malvaro · Fontanigorda · Genua · Gorreto · Isola del Cantone · Lavagna · Leivi · Lorsica · Lumarzo · Masone · Mele · Mezzanego · Mignanego · Mocònesi · Moneglia · Montebruno · Montoggio · Ne · Neirone · Orero · Pieve Ligure · Portofino · Propata · Rapallo · Recco · Rezzoaglio · Ronco Scrivia · Rondanina · Rossiglione · Rovegno · San Colombano Certénoli · Sant'Olcese · Santa Margherita Ligure · Santo Stefano d'Aveto · Savignone · Serra Riccò · Sestri Levante · Sori · Tiglieto · Torriglia · Tribogna · Uscio · Valbrevenna · Vobbia · Zoagli
1. ↑  https://demo.istat.it/?l=it.